# Carla Bruni
Carla Gilberta Bruni Tedeschi, més coneguda pel nom de Carla Bruni (Torí, 23 de desembre de 1967), és una model, compositora i intèrpret de cançons. És l'esposa de Nicolas Sarkozy, l'antic President de la República francesa.
Carla és filla del compositor d'òpera Alberto Bruni Tedeschi i de l'actriu i pianista concertista Marysa Borini. Tenia un germà de nom Virginio (mort el 4 de juliol del 2006) i la seva germana gran és l'actriu i realitzadora Valeria Bruni Tedeschi.

## Biografia
El 23 de desembre del 1967 nasqué a Torí (Itàlia). Amb 5 anys, la seva família deixà Itàlia i s'instal·là a França per por a les accions de les Brigades Roges italianes.
Quan tenia 9 anys, després d'haver après piano, aprengué a tocar la guitarra, la qual ja no deixarà més. Aquells anys, s'impregnà de música a la vegada que heretà de la seva família una certa estima per aquest art. Apassionada per la literatura i l'escriptura, compongué cançons, emprant les dues afeccions per elaborar els seus textos.
Mentre vivia amb l'editor literari Jean-Paul Enthoven, s'enamorà del seu fill Raphaël Enthoven, marit de Justine Lévy, de la qual es divorcià. Justine Lévy publicà el 2004 un llibre sobre aquest incident. El 2001 Carla tingué un fill, Aurélien, amb Raphaël Enthoven.
El 2004 esdevingué, ben a contracor seu, un dels personatges del primer best-seller de Justine Lévy Rien de grave. L'autora, filla de Bernard-Henri Lévy (del qual era editor i gran amic el pare de Raphaël Enthoven), hi exposà la seva visió d'aquell període de la seva vida i del de després del seu divorci de Raphaël Enthoven, que se n'anà amb Carla Bruni.
El desembre del 2007 i a partir d'unes fotografies fetes en un parc d'atraccions de París, se la relacionà sentimentalment amb el recentment separat President de la República francesa Nicolas Sarkozy, amb qui finalment es va casar el 2 de febrer de 2008 al Palau de l'Eliseu.

### Carrera de model (1985-1997)
Als 19 anys aturà els seus estudis d'art i d'arquitectura per esdevenir model de publicitat. Arribà al rang de top model el 1988 i esdevingué una estrella mundial de les revistes de moda dels anys 90, desfilant per a Christian Dior, Paco Rabanne, Gianni Versace, entre d'altres i situant-se a l'altura de les altres grans d'aquella època com ara Claudia Schiffer, Naomi Campbell, Cindy Crawford, Christy Turlington, Linda Evangelista o Karen Mulder.
El 1997, amb 29 anys, posà fi a la seva carrera de model internacional després de 10 anys i decidí dedicar-se a la música, la seva veritable passió.

### Carrera d'autora, compositora i intèrpret (des de l'any 1997)
El 1999 Julien Clerc li proposà que li escrivís alguna cançó i ella li escriví lletres per a set cançons per al seu àlbum Si j'étais elle, publicat l'any 2000 (ell en compongué la música).
El 2002, animada pel treball amb Julien Clerc i amb l'ajut del seu amic Louis Bertignac, amb qui havia tingut una relació afectiva de més jove, compongué la lletra i la música d'un àlbum, Quelqu'un m'a dit, que interpretà amb la seva veu sensual, greu i una mica trencada, tan sols acompanyada per la seva guitarra. Fou una veritable revelació musical a França, molt elogiada per la crítica i va vendre dos milions de discos. La seva música, en l'esperit d'un Vincent Delerm o un Benjamin Biolay, la situà al cim de l'èxit del món musical.
El 2003, participà desinteressadament a l'àlbum compilació per Solidarité Enfants Sida (Sol En Si) amb Axel Bauer, Francis Cabrel, Calogero, Louis Chedid, Maurane i Antoine, entre d'altres.
El gener del 2007 edità l'esperat segon àlbum No Promises, fet de la musicació que Carla fa dels textos de poetes en llengua anglesa com ara William Butler Yeats, Wystan Hugh Auden, Emily Dickinson, Christina Rossetti, Walter de la Mare o Dorothy Parker.
El juliol del 2008, ja casada amb Sarkozy, publicà el seu tercer àlbum, Comme si de rien n'était. L'àlbum conté catorze cançons, de les quals la major part són escrites per ella.
L'abril del 2013 publicà el seu quart àlbum, Little French Songs.

### Discografia
- Si j'étais elle, amb música de Julien Clerc (2000)
- Quelqu'un m'a dit (2002)
- Sol en cirque (2003)
- Longtemps amb Louis Bertignac (2005)
- No Promises (2007)
- French touch (2018)[1]

## Àlbums

### Cançons de l'àlbumSi j'étais elle, amb música de Julien Clerc (2000)
1. Si j'étais elle
2. Aussi vivant
3. On serait seuls au monde
4. Se contenter d'ici-bas
5. Silence caresse

### Cançons de l'àlbumQuelqu'un m'a dit(2002)
1. Quelqu'un m'a dit
2. Raphaël
3. Tout le monde
4. La noyée
5. Le toi du moi
6. Le ciel dans une chambre
7. J'en connais
8. Le plus beau du quartier
9. Chanson triste
10. L'excessive
11. L'amour
12. La dernière minute

### Cançons de l'àlbumSol en cirque(2003)
1. Même si je suis top

### Cançons de l'àlbumLongtempsamb Louis Bertignac (2005)
1. Les frôleuses
2. Sans toi

### Cançons de l'àlbumNo Promises(2007)
1. Those dancing days are gone
2. Before the world was made
3. Lady weeping at the crossroads
4. I felt my life with both my hands
5. Promises like piecrust
6. Autumn
7. If you were coming in the fall
8. I went to heaven
9. Afternoon
10. Ballade at thirty-five
11. At last the secret is out